# José Ber Gelbard
José Ber Gelbard (Radomsko, 14 de abril de 1917 - Washington D. C., 4 de octubre de 1977) fue un empresario y militante comunista de la Argentina que llegó a ser ministro de Economía durante la tercera presidencia de Juan Domingo Perón y sus antecesores Héctor Cámpora y Raúl Lastiri.

## Biografía y vida empresarial
De origen judeo-polaco, en los años treinta llegó a la Argentina (donde castellanizó su nombre como José). Fue vendedor ambulante en las provincias de Tucumán y Catamarca y con el tiempo tomó forma como líder de los empresarios nacionales. Fue uno de los "afiliados secretos" miembro del Partido Comunista Argentino hasta sus últimos días. A los diez años apenas llegó al país desde Polonia comenzó como vendedor ambulante para luego ser un importante empresario que fundó FATE y ALUAR.
Uno de sus primeros pasos como actor político fue crear la Confederación General Económica (CGE), donde se agrupó a pequeños y medianos comerciantes, industriales y productores agropecuarios

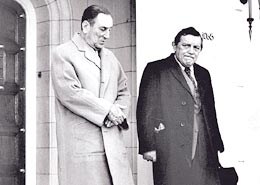
Gelbard y el presidente Juan Domingo Perón.

Fundó la Confederación General Económica (CGE), en esta agrupó a pequeños y medianos comerciantes, industriales y productores agropecuarios. Estuvo aliado a las políticas económicas desarrollistas de Arturo Frondizi, de generales nacionalistas y del expresidente de facto, general Alejandro Agustín Lanusse; sin embargo participó de las políticas de Juan Domingo Perón, a pesar de mantener su pertenencia al PCA. Participó de eventos importantes y se vinculó a Perón durante su primera presidencia al fundar el movimiento de pequeños y medianos empresarios. 
Fue enemigo de los terratenientes y líderes patronales agroganaderos nucleados en la Sociedad Rural Argentina y representados por José Alfredo Martínez de Hoz, quien había sido ministro de Economía de la presidencia de José María Guido y que también sería ministro de Economía durante el Proceso de Reorganización Nacional.
Gelbard realizó importantes negocios con los mayores empresarios industriales de la época, Manuel Madanes (de Fate),  el financista David Graiver y el periodista Jacobo Timerman. 

### Ministerio de Economía
El 25 de mayo de 1973 asumió como ministro de economía de Héctor Cámpora (electo por el FREJULI) y continuó en su cargo luego de la renuncia de este y con el regreso de Juan Domingo Perón.
José Ber Gelbard puso en marcha un plan económico que consideraba central para el bienestar de los argentinos, contemplando el crecimiento del mercado interno (modelo llamado «mercadointernista»), con sueldos altos y desarrollo de la producción industrial y agropecuaria para abastecer el consumo.
Gelbard también fue ideólogo del denominado Plan 0, el cual implicaba que la inflación se mantuviese estable.

### El plan económico de Gelbard
José Ber Gelbard fue ministro de Economía de cuatro presidentes peronistas en poco más de un año y medio (entre mayo de 1973 y octubre de 1974), dio continuidad a la política económica
```
La primera y principal tarea que buscaba el ministro Gelbard era restablecer la alianza social que había fundado al 
peronismo
 en los años 40, las 
PyMEs
 nacionales y el 
movimiento obrero argentino
, nucleado en la 
Confederación General del Trabajo de la República Argentina
. Al igual que en 1945, Perón había apostado a un hombre empresario del establishment nacional para dirigir la economía.
```

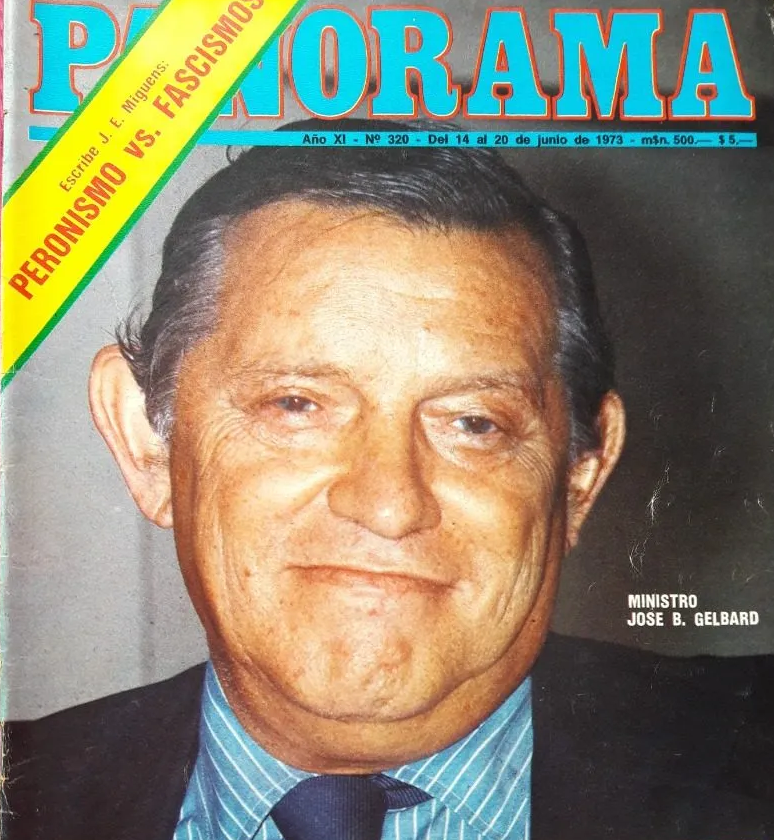
Gelbard en portada de la revista Panorama, 1973.

Gelbard buscaba impulsar un programa de Reconstrucción y Liberación Nacional, que consistía en 20 leyes:
1. Ley de inversiones extranjeras.
2. Proyecto de Ley de Recomercialización de Granos y Carnes.
3. Ley de fomento agrario.
4. Ley de corporación de empresas nacionales.
5. Ley de promoción industrial.
6. Ley de suspensión de desalojos.
7. Ley de representantes de empresas extranjeras.
8. Proyecto de condonación de sanciones, multas, recargos e intereses por infracciones impositivas.
9. Ley de represión penal para las defraudaciones fiscales.
10. Ley de promoción minera.
11. Ley de creación de la corporación para el desarrollo de la pequeña y mediana empresa.
12. Impuesto a la renta potencial de la tierra.
13. Ley de regionalización de los directorios del Banco de la Nación Argentina y del Banco Nacional de Desarrollo.
14. Modificación de la Ley de Bosques.
15. Ley de creación del Instituto Nacional de la Vivienda, de interés social.
16. Ley de uso de tierras aptas para la explotación agropecuaria.
17. Ley de defensa del trabajo y la producción nacional.
18. Ley de nacionalización de los depósitos bancarios.
19. Régimen de financieras parabancarias.
20. Renacionalización de los bancos desnacionalizados en los últimos años.

Estas leyes no eran nuevas individualmente pero sí era novedoso un plan que las impulsara de manera conjunta.

### El Pacto Social

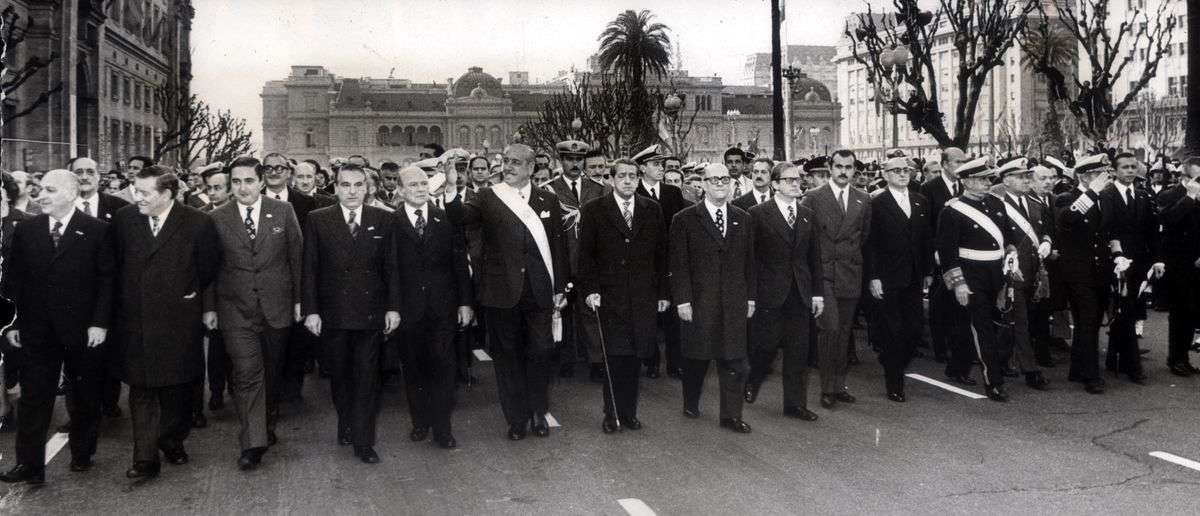
El presidente Héctor Cámpora (con la banda presidencial, en el centro) con su gabinete. Gelbard es el segundo a la izquierda (el primero es el expolicía José López Rega, líder de la Triple A).

El pacto social fue firmado por los miembros de la CGT (Confederación General del Trabajo) y la CGE el 8 de junio de 1973; los contenidos del pacto social tenían como objetivo concertar los objetivos de la economía, pero lo más alentador del mismo era que había reunido después de mucho tiempo en la misma mesa al Gobierno, la industria y los sindicatos en pos de conseguir la recuperación económica del país. En mayo de 1973, fue presentado el Programa de Reconstrucción y Liberación Nacional. En términos generales, el “Plan Gelbard” se proponía sostener el crecimiento de la economía -apoyándose tanto en una expansión del mercado interno cuanto en un crecimiento de las exportaciones. En cuanto a las exportaciones industriales, se trataba de expandirlas a través de convenios especiales, como el realizado con Cuba para vender camiones y automóviles. Los primeros resultados eran alentadores, la inflación se frenó, al tiempo que la balanza de pagos se vio favorecida por la positiva coyuntura exportadora. Las mejoras salariales y los gastos del Estado estimulaban el aumento de la actividad interna.El programa tuvo éxito inicialmente al morigerar las expectativas. Mientras que se dio el caso inédito de que en el primer mes algunos precios bajaron, luego solo subieron a una tasa mensual promedio de 1,9% entre julio y diciembre de 1973 con relación al elevadísimo 64% anual del año anterior. El peso que se cotizaba a $12,50 por dólar en mayo, bajó a $10 por dólar y se mantuvo estable el resto del año. Se produjo un cambio en 1973 en los términos de intercambio externo con una mejora en los precios de los commodities , lo que redundó en un aumento de las exportaciones de un 68% en 1973 respecto del año anterior.
El acuerdo había establecido la baja nominal de la tasa de interés implementando una política de crédito . El producto creció en 1973 un 3,7% y en 1974 un 5,4%. 
Los puntos principales de este pacto fueron:
- congelamiento de los precios
- alza general de sueldos (200 pesos mensuales), para que cesaran los conflictos laborales.
- suspensión de la negociación colectiva sobre el salario durante dos años.

Los Objetivos Trazados por el pacto:
- Alcanzar la participación de los asalariados en el 45-50% del ingreso Nacional, en un lapso de 4 años; incrementando los salarios reales de la masa obrera argentina.
- Mitigar la pesada inflación, evitar la espiral de inflación de costos.[3]
- Consolidar el crecimiento económico.

Como ministro introdujo reformas económicas relevantes, la reconversión de la deuda para deudores del Banco Hipotecario, la puesta en marcha del impuesto del impuesto global a las herencias, la unificación de los impuestos internos, eliminación de impuestos al consumo, un nuevo régimen de Coparticipación Federal de Impuestos, y la rebaja del impuesto a los dividendos de las sociedades anónimas de hasta 10 millones de ingresos anuales.

#### Los trabajadores y el plan
La política de ingresos del ministro peronista, a través de la influencia de Perón llevó a la CGT (Confederación General del Trabajo) a aceptar aumentos salariales debido la voluntad de alcanzar reivindicaciones salariales. La CGT buscaba algo más que sólo la reivindicación salarial, buscaba la reivindicación de poder en el ámbito político. Los comunistas creyeron ver en el solo ascenso de Héctor Cámpora al poder la oportunidad para pedir sus reivindicaciones.
Durante la segunda campaña presidencial de 1973, los sindicatos se acercaron más a Perón. Las nuevas ideas económicas en boga significaron la puesta al día de la realidad de un peronismo basado en su líder y el movimiento obrero organizado (peronista) y la izquierda representada por los estudiantes universitarios. Bel Gerbard era considerado uno de los mentores del estructuralismo latinoamericano.

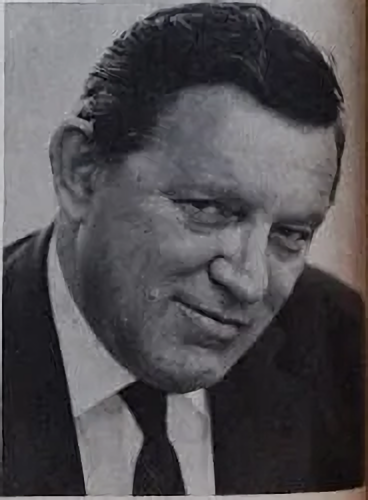

### Plan económico, últimas medidas
El proyecto económico fue diseñado a partir de experiencias históricas, en función de los condicionamientos estructurales de la economía argentina y las necesidades del tercer gobierno peronista. Las líneas políticas generales del Plan Gelbard (redistribución del ingreso, expansión del empleo y aumento de la participación del sector público en la economía) implican un programa de gobierno a largo plazo y con perspectivas de cambio radical en la estructura productiva argentina. Entre otras cosas postulaba un "proyecto de crecimiento autónomo, desarrollo económica con control nacional, alianza del Estado, burguesía local y dirigentes sindicales, profundización de reformas sociales".
Para 1974 la inflación había caído a 30.2%, casi la mitad del 79.6% que había en 1972, en tanto el desempleo pasó del 6.1 al 2.5% dificultada también por la  crisis del petróleo. El Mercado Común Europeo se cerró para las carnes argentinas. El crecimiento del PBI pasó del 3.5% en 1969/72 al 6.1% en 1973, y al 6.4% en 1974. La inflación se frenó, al tiempo que la balanza de pagos se vio favorecida por la positiva coyuntura exportadora. Las mejoras salariales y el incremento de gastos del Estado estimulaban el aumento de la actividad interna.
Entre otras medidas fueron aprobados por el Congreso: Ley de Represión penal para defraudaciones fiscales; Ley de Promoción minera; Ley de creación de la Corporación para el desarrollo de PYME; Impuesto a la renta potencial de la tierra; Ley de regionalización de Directorios de Bancos Nación y Banco Nacional de Desarrollo; Modificación de la Ley de Bosques; Ley de creación Instituto Nacional de vivienda de interés social; Ley de uso de tierras aptas para explotación agropecuaria; Ley de defensa del trabajo y producción
nacional. El plan económico político de José Ber Gelbard planificaba una distribución del ingreso a favor de los trabajadores para el año 1980 de 58%. Superando ampliamente el 36% de la participación salarial en el Ingreso nacional para el año 1973. La política exterior argentina correspondiente a la economía política del tercer gobierno
peronista buscó ampliar los horizontes y diversificar las relaciones económico comerciales.
En 1973 el ministro presentó las 20 leyes sancionadas por el Congreso Argentino que planteaban un cambio profundo en el sistema administrativo, económico y político argentino.
Tras la muerte de Juan Domingo Perón, y el arribo al gobierno de María Estela Martínez de Perón, el pacto social se derrumbó rápidamente y terminó en el desabastecimiento de productos esenciales y la aparición de un mercado negro. José Ber Gelbard renuncia en septiembre de 1974 y en junio de 1975 ocurriría el Rodrigazo.Gelbard se exilió a Estados Unidos poco antes del golpe de Estado de 1976. La dictadura le quitó la nacionalidad argentina. Falleció en Washington en 1977.

El programa logra inicialmente  morigerar las expectativas inflacionaria. Mientras que se dio el caso de que en el primer mes algunos precios bajaron, luego solo subieron a una tasa mensual promedio menor a un punto entre julio y diciembre de 1974 en relación al 74% anual del año 1972. El peso que se cotizaba a $12,50 por dólar en mayo, bajó a $10 por dólar y se mantuvo estable el resto del año. Se produjo un cambio en 1973 en los términos de intercambio externo con una mejora en los precios de los commodities y se contó con una excelente cosecha, lo que redundó en un aumento de las exportaciones de un 68% en 1973 respecto del año anterior.
El acuerdo había establecido la baja nominal de la tasa de interés implementando una política de crédito barato. El producto creció en 1973 un 3,7% y en 1974 un 5,4%. El déficit había subido de un 4,6% del PBI en 1972 al 1,9% en 1973, mientras que las reservas pasaron de 502 millones de dólares en 1972 a 1302 en marzo del 73 finalizando en 1890 millones para diciembre de ese año.

#### Relaciones internacionales
Gelbard tuvo una buena relación tanto con el Partido Demócrata de los Estados Unidos como con el líder comunista cubano Fidel Castro. Así abrió un nuevo gran mercado para las importaciones: la Unión Soviética y Cuba, las mecas del socialismo de Estado. En 1973, Juan Domingo Perón rompió el bloqueo impuesto a Cuba por Estados Unidos con José Ber Gelbard como uno de los artífices, vendiendo vehículos y camiones por una suma de 160 millones de dólares de 1973 (que equivalen a 910 millones de dólares de 2018), vehículos.
De esos vehículos argentinos, aún ruedan por La Habana los Ford Falcon, Peugeot 404 y los Fiat 125P, que originalmente el Gobierno cubano utilizó como taxis turísticos.

### Luego de las presidencias peronistas
José Ber Gelbard fue perseguido durante la dictadura cívico-militar en 1976, que le quitó la nacionalidad argentina. Tuvo que exiliarse en Estados Unidos, donde falleció en el año siguiente, el 4 de octubre de 1977. Diez años después, en 1987, el gobierno constitucional de Raúl Alfonsín le devolvió póstumamente la ciudadanía.

## Filmografía
- Gelbard: Historia secreta del último burgués nacional (2006).[18][19]